# Ateneu d'Esparta
Ateneu d'Esparta fou un espartà fill de Períclides que fou comissionat de part dels lacedemonis i els seus aliats, va ratificar la treva del 423 aC amb els atenencs i els seus aliats. Més tard fou encarregat junt amb Aristònim de comunicar a Bràsides el trencament de la treva amb els atenencs.